# Waterford (Pennsylvanie)
Pour les articles homonymes, voir Waterford.
Waterford est un borough de Pennsylvanie aux États-Unis.

## Histoire
C'est de Waterford que George Washington en décembre 1753, alors âgé de 21 ans, se rendit au Fort Le Boeuf. Il apportait une lettre pour le gouverneur de la Nouvelle-France du Gouverneur de la Virginie, Robert Dinwiddie, qui convoitait les terres des Canadiens dans la région de l'Ohio.